# Volver a nacer (serie de televisión)
Volver a nacer es una serie de televisión dramática argentina coproducida por Astro Films y Atuel Producciones S.R.L. para la TV Pública Digital. Está protagonizada por Melina Petriella, Julieta Petriella, Federico D'Elía y Daniel Fanego, además cuenta con la participación especial de la primerísima actriz Rita Cortese. Se comenzó a emitir el 3 de abril de 2012, de lunes a jueves a las 22:30 (UTC -3).

## Sinopsis
Soledad (Julieta Petriella) y Pilar (Melina Petriella) son dos hermanas gemelas, hijas de desaparecidos. Ellas fueron separadas al nacer y no volvieron a verse por más de 30 años. Más tarde, ya adultas, comienzan un recorrido por encontrar su origen y defender su verdadera identidad. Principalmente la verdad sobre su origen.

## Reparto
- Melina Petriella como Pilar Monteagudo.
- Julieta Petriella como Soledad Arreche.
- Federico D'Elía como Sebastián Monteagudo.
- Daniel Fanego como Miguel Monteagudo.
- Alejo García Pintos como Diego Hackerman.
- Fabio Di Tomaso como Leo Hackerman.
- Rita Cortese como Carmen.
- Alicia Zanca como Celina.
- Héctor Calori como: Vicente Echegoyen.
- Lucas Crespi como Mauricio Echegoyen.
- Manuel Vicente como Alberto Peralta.
- Florencia Ortiz como Jesica.
- Alejo Ortiz como Juan.
- Guadalupe Docampo como Bianca.
- Ramiro Aguero como Franco Monteagudo.
- Beatriz Dellacasa como Ángela.
- Silvana Sosto como María.
- Adela Gleijer como  Antonia.

## Recepción
Según el Grupo IBOPE, en su debut promedió 1.6 puntos de índice de audiencia (con picos de 3 puntos). Quedó último en su franja.

## Audiencia
| Martes    | 3 de abril  | Capítulo 1  | 1.6                                                                          | [ 3 ]  |
| Miércoles | 4 de abril  | Capítulo 2  | No hay índice de audiencia hasta el lunes 9 de abril por problemas de Ibope. | [ 4 ]  |
| Jueves    | 5 de abril  | Capítulo 3  | No hay índice de audiencia hasta el lunes 9 de abril por problemas de Ibope. | [ 4 ]  |
| Lunes     | 9 de abril  | Capítulo 4  | 1.3                                                                          | [ 5 ]  |
| Martes    | 10 de abril | Capítulo 5  | 1.0                                                                          | [ 6 ]  |
| Miércoles | 11 de abril | Capítulo 6  | 1.8                                                                          | [ 7 ]  |
| Jueves    | 12 de abril | Capítulo 7  | 1.0                                                                          | [ 8 ]  |
| Lunes     | 16 de abril | Capítulo 8  | 1.3                                                                          | [ 9 ]  |
| Martes    | 17 de abril | Capítulo 9  | 1.1                                                                          | [ 10 ] |
| Miércoles | 18 de abril | Capítulo 10 | 1.5                                                                          | [ 11 ] |
| Jueves    | 19 de abril | Capítulo 11 | 1.8                                                                          | [ 12 ] |
| Lunes     | 23 de abril | Capítulo 12 | 1.5                                                                          | [ 13 ] |
| Martes    | 24 de abril | Capítulo 13 | 1.8                                                                          | [ 14 ] |

     Emisión más vista.

     Emisión menos vista.

## Ficha técnica
- Idea original: Julieta Petriella y Sol Levinton
- Libro: Sol Levinton y Ricardo Morteo
- Dirección integral: Daniel De Felippo
- Producción ejecutiva: Susana Rudni
- Producción general: Guillermo Schor-Landman, Melina Petriella, Julieta Petriella y Fabio Di Tomaso
- Dirección de fotografía: Fabián Tigani
- Postproducción general: Leandro López
- Sonido: Diego Cardone
- Asistente de Dirección: Estela Cristiani
- Dirección de Arte: Tomás Garahan
- Vestuarista: Alicia Macchi
- Maquillaje y Peinado: Florencia Torales Martínez